# Gaj (powiat łęczycki)
Gaj – wieś w Polsce położona w województwie łódzkim, w powiecie łęczyckim, w gminie Góra Świętej Małgorzaty.
W latach 1954–1959 wieś należała i była siedzibą władz gromady Gaj, po przeniesieniu  siedziby gromady w gromadzie Gaj Nowy. W latach 1975–1998 miejscowość administracyjnie należała do województwa płockiego.